# Anton van Bourbon (1518-1562)
Anton van Bourbon (La Fère, 22 april 1518 — Les Andelys, 17 november 1562) was koning van Navarra door zijn huwelijk (Iure uxoris) met Johanna van Albret. Hij was de eerste monarch uit het huis Bourbon en was de vader van Hendrik IV van Frankrijk.

## Biografie
Anton van Bourbon was de oudste overlevende zoon van Karel IV van Bourbon en Françoise van Alençon; zijn jongere broer was Lodewijk I van Bourbon-Condé. Op 20 oktober 1548 huwde hij met Johanna van Albret, de dochter van koning Hendrik II van Navarra. Na de dood van zijn schoonvader volgde hij hem op als koning. Sinds 1512 was het zuidelijk deel van het koninkrijk bezet door Spanje en Anton van Bourbon stelde veel in het werk om het verloren gebied terug te winnen.
Door de aanhoudende godsdienststrijd in Frankrijk wisselde Anton van Bourbon ook enkele malen van religie. Toen hij weer katholiek werd, dreigde hij ook zijn vrouw, die calvinist was, te verstoten. Zelf vocht hij tijdens de Franse Godsdienstoorlogen aan de katholieke zijde mee, ondanks dat zijn jongere broer leider van de protestanten was. In 1561 werd Anton van Bourbon door Catharina de' Medici benoemd tot luitenant-generaal in het Franse leger. Het jaar daarop belegerde hij de stad Rouen waar hij dodelijk gewond raakte. Hij overleed vervolgens op 13 november 1562 aan de gevolgen van zijn wonden.

## Nageslacht
Anton van Bourbon kreeg samen met Johanna van Albret vijf kinderen:
- Hendrik (1551-1553), hertog van Beaumont
- Hendrik (1553-1610), koning van Navarra en koning Frankrijk onder de naam Hendrik IV.
- Lodewijk (1555-1557), graaf van Male
- Madeleine (1556)
- Catharina (1559-1604), gehuwd met Hendrik II van Lotharingen

Bij zijn maîtresse Louise de la Béraudière verwekte hij een zoon:
- Karel (1554-1610), aartsbisschop van Rouen

## Voorouders
| Voorouders van Anton van Bourbon | Voorouders van Anton van Bourbon                                               | Voorouders van Anton van Bourbon                                               | Voorouders van Anton van Bourbon                                               | Voorouders van Anton van Bourbon                                               | Voorouders van Anton van Bourbon                                               | Voorouders van Anton van Bourbon                                               | Voorouders van Anton van Bourbon                                               |                                                                                |
| -------------------------------- | ------------------------------------------------------------------------------ | ------------------------------------------------------------------------------ | ------------------------------------------------------------------------------ | ------------------------------------------------------------------------------ | ------------------------------------------------------------------------------ | ------------------------------------------------------------------------------ | ------------------------------------------------------------------------------ | ------------------------------------------------------------------------------ |
| Overgrootouders                  | Jan VIII van Bourbon-Vendôme (1428-1478) ∞ Isabella van Beauvau (-1475)        | Jan VIII van Bourbon-Vendôme (1428-1478) ∞ Isabella van Beauvau (-1475)        | Peter II van Saint-Pol (1440-1482) ∞ Margaretha van Savoye (1439-1483)         | Peter II van Saint-Pol (1440-1482) ∞ Margaretha van Savoye (1439-1483)         | Jan II van Alençon (1409-1476) ∞ Maria van Armagnac (1420-1473)                | Jan II van Alençon (1409-1476) ∞ Maria van Armagnac (1420-1473)                | Ferry II van Vaudémont (1428-1470) ∞ Yolande van Lotharingen (1428-1483)       | Ferry II van Vaudémont (1428-1470) ∞ Yolande van Lotharingen (1428-1483)       |
| Grootouders                      | Frans van Bourbon-Vendôme (1470-1495) ∞ 1487 Maria van Saint-Pol (1472–1547)   | Frans van Bourbon-Vendôme (1470-1495) ∞ 1487 Maria van Saint-Pol (1472–1547)   | Frans van Bourbon-Vendôme (1470-1495) ∞ 1487 Maria van Saint-Pol (1472–1547)   | Frans van Bourbon-Vendôme (1470-1495) ∞ 1487 Maria van Saint-Pol (1472–1547)   | René van Alençon (1454-1492) ∞ Margaretha van Lotharingen (1463–1521)          | René van Alençon (1454-1492) ∞ Margaretha van Lotharingen (1463–1521)          | René van Alençon (1454-1492) ∞ Margaretha van Lotharingen (1463–1521)          | René van Alençon (1454-1492) ∞ Margaretha van Lotharingen (1463–1521)          |
| Ouders                           | Karel van Bourbon-Vendôme (1489-1537) ∞ 1513 Françoise van Alençon (1490-1550) | Karel van Bourbon-Vendôme (1489-1537) ∞ 1513 Françoise van Alençon (1490-1550) | Karel van Bourbon-Vendôme (1489-1537) ∞ 1513 Françoise van Alençon (1490-1550) | Karel van Bourbon-Vendôme (1489-1537) ∞ 1513 Françoise van Alençon (1490-1550) | Karel van Bourbon-Vendôme (1489-1537) ∞ 1513 Françoise van Alençon (1490-1550) | Karel van Bourbon-Vendôme (1489-1537) ∞ 1513 Françoise van Alençon (1490-1550) | Karel van Bourbon-Vendôme (1489-1537) ∞ 1513 Françoise van Alençon (1490-1550) | Karel van Bourbon-Vendôme (1489-1537) ∞ 1513 Françoise van Alençon (1490-1550) |